# Áxel Weigand
Áxel Weigand (La Plata, 4 gennaio 1985) è un ex cestista argentino con cittadinanza italiana, professionista nella Liga ACB.

## Palmarès
- Campionati Sudamericani Under 21 (2004)
- Campione d'Argentina (2004)
- Copa Príncipe de Asturias: 1

Alicante: 2009